# Aukcja holenderska
Aukcja holenderska (ang. Dutch auction) – rodzaj aukcji, w której cena wyjściowa jest ustalana na wysokim poziomie, a następnie stopniowo obniżana, aż do momentu zgłoszenia pierwszej oferty.
Przyjęcie pierwszej oferty oznacza zakończenie aukcji (właścicielem licytowanego towaru zostaje nabywca, który ją zgłosił i zapłacił odpowiadającą jej cenę).
Nazwa pochodzi z holenderskiej giełdy kwiatowej, gdzie stosowano taki system sprzedaży, aby mieć gwarancję, że wszystko zostanie sprzedane (kwiaty są produktem nietrwałym).
Departament Skarbu Stanów Zjednoczonych i resorty finansów w innych państwach stosują ten typ aukcji sprzedając obligacje skarbowe.